# Mbarung
Mbarung is een bestuurslaag in het regentschap Aceh Tenggara van de provincie Atjeh, Indonesië. Mbarung telt 918 inwoners (volkstelling 2010).